# Anton Richter (Orgelbauer)
Anton Richter (* 4. Februar 1688 in Linz; † 12. Dezember 1765 in Brünn) war ein österreichischer Orgelbauer.

## Leben
Anton Richter erlernte als Sohn des Tischlers Georg Richter wie sein älterer Bruder Joseph Richter (1679–1729) den Beruf des Orgelbauers. 1707 ging er zu Johann David Sieber in Brünn und arbeitete dort mehrere Jahre als Orgelbauer. Ab dem Jahre 1721 ist er in Brixen als Orgelbauer nachweisbar, wo er als Inwohner aufscheint. Der Grund dafür war möglicherweise, dass er vom Tod des dortigen Orgelbauers Franz Köck (1661–1719) gehört haben könnte. Als Geselle arbeitete bei ihm Thomas Schwarz. 1724 heiratete Anton Richter die Witwe von Johann David Sieber in Brünn und führte in Brünn dessen Werkstatt weiter. In weiter Folge baute er zahlreiche Instrumente in Mähren.

## Werkliste
| Jahr      | Ort                | Gebäude                        | Bild | Manuale | Register | Bemerkungen                                                |
| --------- | ------------------ | ------------------------------ | ---- | ------- | -------- | ---------------------------------------------------------- |
| 1722      | St. Andrä (Brixen) | Pfarrkirche St. Andreas        |      |         |          |                                                            |
| 1722–1723 | Lüsen              | Pfarrkirche St. Georg          |      |         |          | Orgel seit 1909 in der Friedhofskirche St. Kilian in Lüsen |
| 1728      | Asparn an der Zaya | Pfarrkirche Asparn an der Zaya |      | II/P    |          | nicht erhalten, seit 1928 Orgel von Johann Kauffmann       |
| 1742–1744 | Wilfersdorf        | Pfarrkirche Wilfersdorf        |      | II/P    |          | nicht erhalten, Orgel von Franz Josef Swoboda              |